# Anna Maria Rückerschöld
Anna Maria Rückerschöld, née Rücker le 5 février 1725 et morte le 25 mai 1805, est une écrivaine suédoise ayant à son actif plusieurs livres populaires sur l'entretien ménager et la cuisine à la fin du XVIIIe et au début du XIXe siècle. Elle a défendu le droit des femmes à une bonne éducation dans les affaires ménagères et a amené cette question dans le débat public en 1770 à travers une lettre anonyme. Avec Cajsa Warg et d'autres femmes auteures de livres de cuisine, elle a été une figure influente en matière culinaire au début de la Suède moderne.

## Biographie

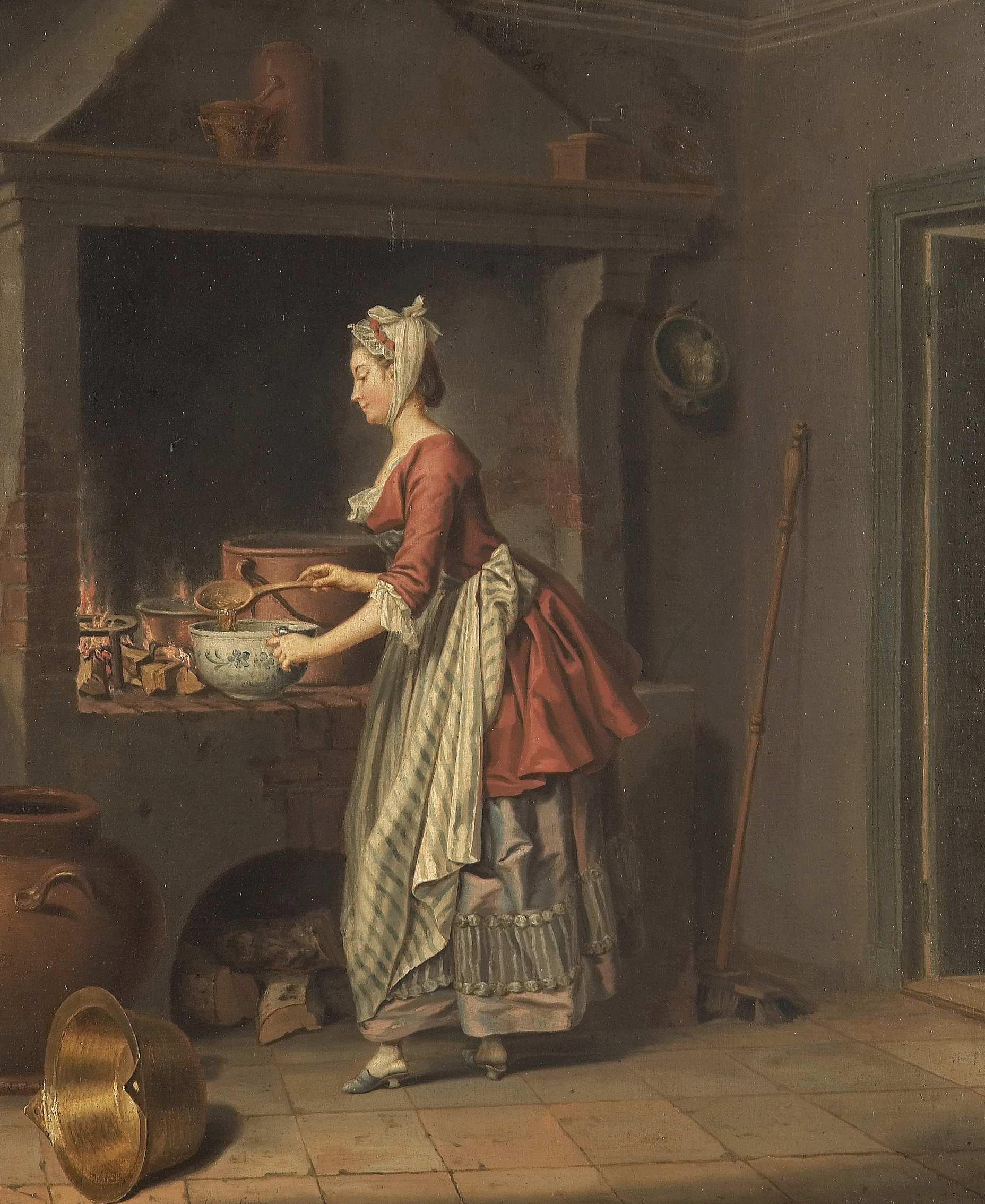
Intérieur de cuisine du XVIIIe siècle - Peinture de Pehr Hilleström

Née en 1725 à Hedemora, Anna Maria Rückerschöld est la fille de Emerentia Polhem et de Reinhold Rücker, un juge local employé par la Cour suprême de Stockholm. Elle grandit à Stjärnsund à 200km au nord-ouest de Stockholm parmi ses neuf frères et sœurs. La famille n'appartient pas à la noblesse mais, fait néanmoins partie des échelons supérieurs de la société. Son père, Reinhold Rücker passe beaucoup de temps loin de chez lui lorsqu'il travaille à Stockholm, laissant sa femme gérer la maison. Il est finalement nommé chevalier en 1751, un peu avant sa mort.
Anna Maria est la petite-fille de l'inventeur et industriel Christopher Polhem avec lequel elle passe une partie de son enfance, dans la région de Stjernsund. À l'âge de douze ans, elle voit ses trois frères partir pour la prestigieuse Université d'Uppsala afin d'y être éduqués alors que les sept filles restent à Hedemora sans recevoir plus d'éducation. À l'époque, c'est ainsi que l'on voyait les choses en matière d'éducation des filles .
En 1750, Anna Maria Rückerschöld épouse Jonas Jakobsson Dahl, un comptable employé par la Cour suprême de Stockholm. Celui-ci est, lui aussi, diplômé de l'Université d'Uppsala et est le fils d'un propriétaire d'usine. Anna Maria garde son nom de jeune fille durant toute son existence. Elle le changera uniquement lorsque son père deviendra chevalier en 1751 - et que le mot -schöld (-bouclier) sera ajouté à leur nom de famille. Elle a 25 ans lorsqu'elle se marie et son époux en a 33. Le premier enfant du couple, Emerentia, naît en 1751 et ils déménagent à Sätra gård dans la banlieue moderne de Upplands Väsby, au nord de Stockholm en 1760. Par la suite, Anna Maria donnera naissance à trois autres enfants entre 1759 et 1765, Maria, Fredrica et Christopher. Un quatrième enfant prénommé Chierstin, meurt sept heures après sa naissance. Les trois autres atteignent l'âge adulte : Emerentia épouse un législateur de la province de Småland alors que les autres se font discrets. La famille quitte Sätra gård pour Stockholm où le couple passera le reste de son existence. Les deux parents survivent à leurs enfants : Jonas Jakobsson Dahl meurt en 1796 et Anna Maria meurt neuf ans plus tard, en 1805, à l'âge de 80 ans .

## Débat de société
Anna Maria Rückerschöld est connue pour ses livres de cuisine et sur l'entretien ménager mais elle a également écrit un article prônant l'éducation ménagère des femmes. En février 1770, une lettre intitulée "Det Olyckliga Swenska Fruentimrets Böneskrift till Allmänheten" (en français "lettre ouverte d'une Suédoise mécontente") paraît dans le périodique Almänna Magazinet, signée Fru D**, "Mme D**" (probablement "Mme Dahl"). Cette lettre lui a, en effet, été attribuée car il a été établi qu'elle avait contacté Carl Christoffer Gjörwell, l'éditorialiste dudit magazine quelques semaines après la publication. Dans cette lettre de remerciements, elle émet le souhait de "vivre suffisamment longtemps pour voir ne serait-ce que le plus petit amendement en faveur des femmes voir le jour et concrétiser les améliorations de la condition féminine qu'elle avait osé imaginer" .
L'article a été publié en période de débat public intense. La liberté de la presse, établie en 1766, encourageait la population suédoise à exprimer ses idées d'amélioration de la société suédoise. Des sujets tels que l'économie, l'émigration, l'agriculture et l'éducation ont, ainsi, été ardemment discutés ainsi que la question problématique du sort des femmes célibataires de classe moyenne. Sans époux, une femme vivant en Suède, au  XVIIIe siècle, pouvait éprouver bien des difficultés à subvenir à ses besoins. Si l'on ajoute à cela le fait que les domestiques de rang inférieur étaient souvent promues femme de chambre, les chances des femmes célibataires à trouver un emploi se trouvaient réduites pour autant . 
Rückerschöld conteste la division "naturelle" affirmant que certains métiers sont prévus pour les hommes alors que d'autres incombent aux femmes mais, dans le même temps, elle recommande la création d'écoles ménagères pour femmes où leur sont enseignées comment accomplir les tâches ménagères, faire la cuisine et les bases de bonne gestion d'un foyer. Elle est persuadée que ces connaissances pratiques concrètes doivent être enseignées en priorité, bien avant la musique, la broderie ou l'art . À travers diverses allégories, sa lettre exprimait le point de vue d'Anna Maria sur la relation entre les sexes et son inquiétude pour le bien-être des femmes. Elle a tenté d'illustrer la gravité de la situation en comparant la détresse de certaines femmes avec celle de Philomèle, personnage de la mythologie grecque qui, violée par son beau-frère, s'est vue couper la langue pour ne jamais pouvoir révéler le crime. Philomèle parvient, néanmoins, à dénoncer le coupable en relatant rigoureusement son histoire dans une broderie . 
Son combat acharné pour le droit de ses contemporaines de classe moyenne à une éducation solide en matière de sciences ménagères a conduit la journaliste et écrivain Ingrid Ärlemalm à la décrire comme une "féministe vigilante" . Dans la lettre publiée dans Almänna Magazinet, Anna-Maria se révèle, en outre, être une femme cultivée au fait de la littérature contemporaine au sujet de pédagogie, citant par exemple, le Traité de l'éducation des filles de François Fénelon, publié en suédois en 1762. Comme elle, Fénelon prônait l'éducation ménagère des jeunes filles . 

## Entretien du foyer et cuisine

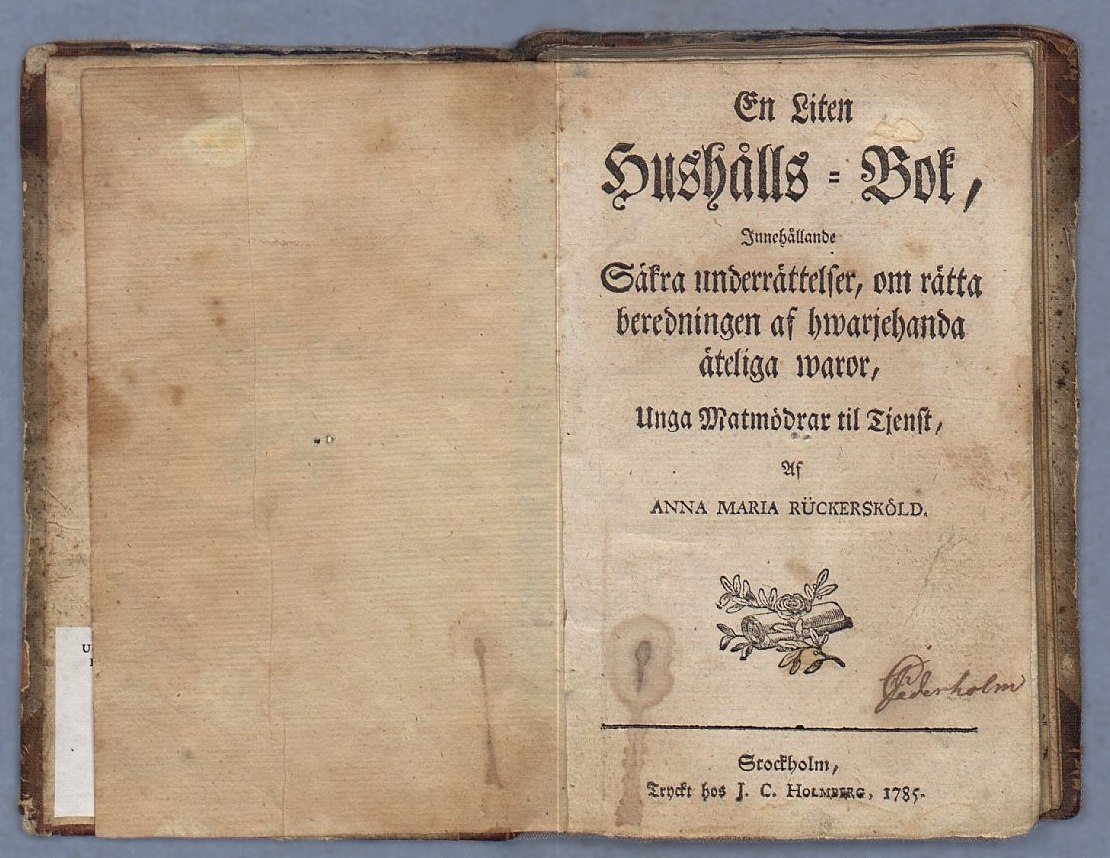
Page de couverture d'une première édition de En Liten Hushålls-Bok.

En 1785, quinze ans après la publication de son plaidoyer en faveur de l'éducation ménagère des femmes, Anna Maria publie un livre intitulé En Liten Hushålls-Bok ("Petit guide de l'entretien du foyer" en français). Publié sous son nom, cet ouvrage contient de nombreux conseils pratiques pour bien gérer sa maison; cuisiner, nettoyer, laver le linge, brasser la bière, dépecer les animaux... Anna Maria Rückerschöld était influencée par les idées économiques mercantilistes de son époque et conseillait à ses lecteurs de tirer davantage profit des produits locaux tels que les baies et champignons et d'utiliser les produits disponibles localement plutôt que ceux qui étaient importés en fabriquant, par exemple, le vinaigre à partir de leurs propres fruits. Elle y donnait quelques recettes de base comme celle du porridge ou de la soupe. Pour la cuisine plus raffinée, elle aiguillait ses lecteurs vers d'autres livres de cuisine de son époque, principalement ceux de Cajsa Warg . L'ouvrage a eu suffisamment de succès pour que deux éditions supplémentaires soient imprimées et en 1796, Anna Maria, publie Den Nya och Fullständiga Kok-Boken (en français "Le nouveau livre de cuisine complet"). Plus complet que le précédent (plus de 300 pages), il s'agissait là de son premier livre de cuisine personnel et incluait des recettes de plats plus raffinés. Néanmoins, Rückerschöld tentait toujours de s'en tenir à ses principes de frugalité. Dans la préface du livre, elle décrivait l'ouvrage de Cajsa Wargs comme trop extravagant car écrit dans une époque plus riche où régnait l'abondance et par un auteur qui y était habitué. Dans son livre, Anna Maria Rückerschöld, continuait à défendre ses principes pour que toutes les femmes soient formées aux arts ménagers car, sans ce savoir-faire, elles ne seraient pas aptes à remplir leurs tâches de femmes. En plus des recommandations de la préface, le livre contenait également un court chapitre consacré à des descriptions de ménagères fictives servant d'avertissement du danger de négliger son foyer au profit de la coquetterie, la beauté, la lecture, la religion ou d'effectuer les corvées des domestiques. "La femme au foyer parfaite est humble, studieuse et compétente. Étant la première à se lever le matin, la dernière à se mettre au lit le soir, elle se place au sommet du foyer, faisant ainsi, la fierté de son époux, la joie des serviteurs et des amis, apaisant les pauvres, consolant les inconsolables, offrant le paradis aux opprimés et suscitant, en fin de compte, l'envie auprès de tous les voisins quelque peu mesquins" . 
Avant sa mort, Anna Maria Rückerschöld écrit encore deux livres de plus autour de l'entretien du foyer et de la cuisine :  Fattig Mans Wisthus och Kök, ("Garde-manger du pauvre et cuisine") et En Liten Hushålls-Cateches ("Catéchisme du petit foyer"). Le premier a été publié en 1796 et était destiné à un lectorat plus large que les précédents. En plus des foyers urbains modestes, il visait également les épouses des paysans qui représentaient la majorité de la population suédoise à l'époque. Une nouvelle fois, Rückerschöld a souligné l'importance pour les femmes de bien savoir s'occuper de son foyer et les a exhorté à bien gérer leur budget afin d'empêcher les maris incompétents de ruiner leur famille. Bien plus que de simples recettes de cuisine, cet ouvrage fourmillait de conseils et astuces pour faire des économies comme de réaliser son propre pain ou de se rassembler entre voisins pour pouvoir acheter en plus grande quantité et bénéficier de meilleurs prix. Dans le livre, elle s'est décrite en train d'inspecter un foyer paysan, visitant la grange, le garde-manger, le potager... et en a tiré des propositions d'amélioration pour différents domaines. L'ouvrage  Fattig Mans Wisthus och Kök a remporté une médaille d'argent décernée par la Patriotiska Sällskapet (soit la société patriotique) pour être le premier livre de cuisine écrit pour des ménages plus modestes. Vingt ans auparavant, la société avait lancé un défi dans ce même but mais personne, avant Anna Maria Rückerschöld, n'avait réalisé un tel ouvrage. En 1797, un an après la première édition du livre, une seconde édition a vu le jour .  
En Liten Hushålls-Cateches avec seulement 43 pages a été publié en 1800. Dans ce dernier livre, Rückerschöld réitère l'importance pour les jeunes filles d'acquérir des  connaissances pour l'entretien du foyer. Elles devraient pouvoir y participer dès  leur plus jeune âge plutôt que d'être dorlotées et qu'on leur enseigne des compétences peu pratiques. Alors qu'elle soutenait que la place que Dieu assigne à la femme est à la maison, habituée à l'humilité et l'obéissance, Anna Marie encourageait également les femmes à prendre les choses en main; le manque de connaissance en matière d'éducation ménagère ne pouvait être diminué qu'en partageant des informations de génération en génération .

## Sources
- (en suédois) Helmius, Agneta "Det Olyckliga Swenska Fruentimret": Om kokboksförfattarinnan Anna Maria Rückerschöld och kvinnors villkor på 1700-talet. Polhemsstiftelsen i Stjernsund, Hedemora. 1993.
- (en suédois) Ärlemalm, Inger Cajsa Warg, Hiram och de andra: om svenska kokboksförfattarinnor. Ordalaget, Bromma. 2000.  (ISBN 91-89086-15-5)